# Диброва (Варашский район)
Диброва (укр. Діброва) — село в Варашской городской общине Варашского района Ровненской области Украины.
Население по переписи 2001 года составляло 283 человека. Почтовый индекс — 34352. Телефонный код — 3634. Код КОАТУУ — 5620889102.